# Així parlà Zaratustra (Strauss)
Així parlà Zaratustra (Also sprach Zarathustra), op. 30, és un poema simfònic compost per Richard Strauss entre febrer i agost de 1896. L'estrena va tenir lloc a Frankfurt el 27 de novembre de 1896 sota la direcció del mateix compositor, un director de prestigi reconegut.
Està inspirat en el llibre del mateix nom del filòsof Friedrich Nietzsche i el compositor se centra en la transició de l'home des dels seus orígens fins al "superhome" que planteja Nietzsche, que se sintetitza en una cita del filòsof al començament de la partitura: 
| «                                        | La música ha somiat massa temps; volem fer-nos somiadors desperts i conscients. | » |
| — Richard Strauss, Així parlà Zaratustra |                                                                                 |   |

Cronològicament, l'obra se situa enmig d'altres obres simfòniques de Strauss, entre Les aventures de Till Eulenspiegel i el Don Quixot, i abans de les seves grans òperes.
La seva obertura implica un famós tema anunciat per trompetes, i refermat per les timbales que, en crescendo, es repeteix tres vegades. Aquest tema ha estat utilitzat, entre d'altres, en la música de la pel·lícula 2001: una odissea de l'espai de Stanley Kubrick, així com per Elvis Presley com a introducció musical en els seus concerts a partir de 1971.

## Estructura
L'obra està estructurada en nou parts i la seva execució dura aproximadament uns trenta minuts:
1. Einleitung (Introducció)
2. Von den Hinterweltlern (Dels mons ocults)
3. Von der großen Sehnsucht (Aspiració suprema)
4. Von den Freuden und Leidenschaften (Alegries i passions)
5. Das Grablied (El cant de la tomba)
6. Von der Wissenschaft (De ciència)
7. Der Genesende (El convalescent)
8. Das Tanzlied (El cant del ball)
9. Nachtwandlerlied (Cant del noctàmbul)

## Instrumentació
L'obra està escrita per als següents instruments: 1 piccolo, 3 flautes travesseres (la tercera doblant al piccolo), 3 oboès, 1 corn anglès, 3 clarinets en mi bemoll i si bemoll, 1 clarinet baix en si bemoll, 3 fagots, 1 contrafagot, 6 trompes en fa, 4 trompetes en do, 3 trombons, 2 tubes, timbales, triangle, bombo, plats, glockenspiel, campanes, orgue, 2 arpes i corda.

## Història

### Poema simfònic de Strauss
El poema simfònic és una obra generalment composta per a orquestra i de només un sol moviment, en què es desenvolupa i s'il·lustra el contingut d’un poema, una novel·la, un quadre, entre d'altres, només utilitzant recursos musicals. Aparegué durant el romanticisme i, tot i que el primer compositor a utilitzar aquest terme fou Franz Liszt en el seu cicle de tretze poemes simfònics, el precursor va ser Hector Berlioz, amb la seva Simfonia fantàstica.
El procés evolutiu del poema simfònic és el de la música simfònica moderna. S'hi emmirallen, després de la influència de la concepció dramàtica wagneriana, la personalitat més poderosa del gènere, Richard Strauss, que l'anomenaria poema simfònic, i els diferents corrents impressionistes francesos i nacionalistes russos.

### Impacte cultural i social
Així parlà Zaratustra és un poema simfònic basat “lliurement” en l'obra poètica i filosòfica de Nietzsche, provocà nombroses indignacions d’aquells que veien en Nietzsche com un destructor de la religió i de la moral establerta i a un enemic del drama musical wagnerià. Strauss contestà a l'acusació dient:
“Soy pura y enteramente un músico y sólo un músico, y para mí todo programa es sólo un estímulo para crear nuevas formas; nada más. No he tenido la intención de escribir música filosófica o de describir filosóficamente la gran obra de Nietzsche. He querido traducir en música una idea de la evolución de la raza humana, de sus orígenes, a través de diversas fases de su evolución, hasta la idea nietzscheana del superhombre.”
Com a resultat de la influència de Wagner, les primeres descripcions d'Així parlà Zaratustra consistien en uns llibrets, semblants als de l'òpera, en què es descrivien els diversos leitmotiv emprats en la música i relacionats amb els personatges, conceptes o llocs. En un d’aquests llibrets, Hans Merian, un crític musical, va establir uns noms molt determinats per a cada leitmotiv del poema simfònic.

## Anàlisi

### 1. Einleitung (Introducció)
La primera part d'Així parlà Zaratustra correspon amb el pròleg del llibre i Strauss en cita el primer capítol:
| «                                            | Quan Zaratustra tingué trenta anys va abandonar la seva pàtria i el llac de la seva pàtria i se'n va anar a la muntanya, on va gaudir del seu esperit i de la seva solitud sense cansar-se de fer-ho durant deu anys. Mes per fi va arribar un dia en què el seu cor es va transformar, i un matí es va aixecar quan l'aurora començava a mostrar-se en orient, i dirigint-se al Sol li va parlar d'aquesta manera: ¡Sent-me, astre grandiós! Quina seria la teva felicitat si no tinguessis als que prodigar la teva llum? Deu anys fa que puges diàriament al meu caverna; si no hagués estat per mi, per la meva àguila i per la meva serp, t'hauries cansat de la teva llum i per ella et beneïem. Però nosaltres t'esperàvem tots els matins, t'alleugeríem de l'excés de la teva llum i per ella et beneïem. Mira! Estic fastiguejat de la teva saviesa, com l'abella que ha xuclat massa mel, i necessito unes mans que s'ofereixin. Voldria regalar i repartir fins que els savis d'entre els homes tornin a alegrar-se de la seva bogeria i els pobres de la seva riquesa. Per això he de baixar a les profunditats, com fas tu al vespre, quan vas a l'altra banda dels mars portant la teva claredat al món inferior, oh, astre pròdig de riqueses! Com tu he de desaparèixer, que posar-me, com diuen els homes, fins als que vull baixar. Beneeix-me doncs, ull tranquil, que sense enveja pots contemplar una felicitat immesurable. Beneeix la copa que va a vessar perquè d'ella aboqui, daurada, l'aigua, i porti a tot arreu el reflex de les teves delícies. Mira!, aquesta copa vol buidar-se de nou i Zaratustra vol tornar a ser home. Així va començar l'ocàs de Zaratustra. | » |
| — Friedrich Nietzsche, Així parlà Zaratustra | |   |

La natura, representada per la sortida del sol, té un paper important en la filosofia de Nietzsche. La dicotomia filosòfica entre Apol·lo i Dionís, que l’alemany empra, és clarament visible en el poema simfònic. Apol·lo és el déu del sol, de la música i de la poesia i és representat amb do major, i l’acord de tònica d’aquesta tonalitat és desplegat en el primer leitmotiv, mentre que Dionís és el déu del vi, de l’èxtasi i de la intoxicació i és representat amb la tonalitat de si major.
Segons Nietzsche, la tragèdia àtica com a obra d’art constitueix un moment de síntesi, d'equilibri sempre tens, d’aquestes dues formes complementàries d'expressar la vida. El filòsof alemany accepta les dues visions sense condemnar-les sinó que resulten imprescindibles, una no pot existir sense l’altra perquè ambdues són, en el fons, expressions d'una mateixa realitat, la vida.
Apol·lo, representant de la civilització, és alhora déu de la bellesa, de la perfecció, de l’harmonia, de l'equilibri i de la raó, qualitats relacionades amb la natura. I déu dels somnis, força creadora de les aparences, no només quan dormim sinó també de les imatges que veiem cada dia, les coses. Per tant, presenta el principi de la individuació, que il·lumina el món de forma clara i en podem diferenciar la diversitat de les coses que existeixen, com el Sol que pujava cada dia a la muntanya per a donar llum a l'esperit i la ment de Zaratustra.
El primer leitmotiv de l’obra, el de la Natura, el trobem al compàs 5. Prèviament el contrafagot, l’orgue i els contrabaixos introdueixen el do 0 i el do 1 amb una intensitat pianíssima per a donar pas a les trompetes que executen les tres notes del característic motiu. La indicació del temps és Sehr breit (molt àmpliament) i de 69 negres per minut.

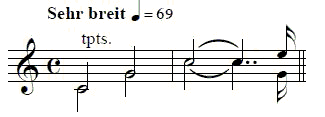
Primer leitmotiv de l’obra, la Natura (cc. 5 i 6).

Aquest tema, fet servir durant tota la peça, és possiblement el més emblemàtic i el més conegut arreu del món, perquè Stanley Kubrick l’utilitzà com a banda sonora per a la seva pel·lícula 2001: una odissea de l'espai. Davant l'aparent simplicitat del motiu, Strauss hi amaga una gran quantitat de símbols i idees.
Les qualitats relacionades amb la natura, mencionades amb anterioritat, es troben en les tres notes que formen els tres intervals considerats històricament com perfectes: la quarta justa, la quinta justa i l'octava justa. La nomenclatura aparegué durant l'edat mitjana; especulacions de caràcter teològic feren pensar que l'afinació de la quarta justa era perfecta i, d’altra banda, intervals com la quarta augmentada, el tritó, eren considerats diabòlics (tritonus diabolus in musica est).
La construcció de tals intervals està basat en l'afinació pitagòrica fonamentada en la quinta perfecta de raó 3/2: partint d'una nota base, s'obtenen la resta de notes d'una escala diatònica major multiplicant la freqüència d’aquesta nota per 3/2.
Degut a la importància que comporta la perfecció dels intervals de quarta justa, quinta justa i octava justa, altres compositors han utilitzat aquest recurs per a descriure la natura. Edvard Grieg és un altre exemple claríssim pel fet que en el motiu principal de la seva suite Peer Gynt n. 1 el primer moviment, anomenat El matí, se sent clarament la quinta justa formada entre la dominant i la tònica de l'acord de mi major.

### 2. Von den Hinterweltlern (Dels mons del passat)
Després de la introducció s'inicia, al compàs 22, la segona secció de l'obra que correspon amb el tercer capítol de la primera part, Von den Hinterweltlern (Dels mons del passat).
Nietzsche rebutja qualsevol judici moral sobre la vida i critica la inversió dels valors morals a favor de la cultura judeocristiana. Per al filòsof, l'origen de la moral esdevé d’un conflicte per aconseguir el poder. Mentre per una banda hi ha el senyor, el guerrer que troba el sentit de l'existència en el seu propi cos, per l'altra, apareix la figura del sacerdot, degenerat de la casta guerrera, que inventa l'esperit. El seu anhel a convertir-se en algú superior, un senyor, esdevé en un ressentiment davant la impotència en no poder-ho aconseguir i és per això que crida a tots els dèbils i malalts a revoltar-se contra els poderosos.
La inversió dels valors es produí amb l'odi del poble jueu, que ressentit per culpa del servatge, negà la moral dels senyors, l'invertí i com que els esclaus eren majoria assolí un ideal oposat. Aquest procés culminà amb la creació del cristianisme: les benaurances pronunciades al Sermó de la Muntanya per Jesús de Nazaret beneeixen els pobres l'esperit, els humils, els qui ploren i els qui són compassius. D’ençà, la misèria es convertiria en virtut i el feble seria bo mentre que el fort es consideraria malvat.
Al compàs 23 trobem el primer i principal leitmotiv d’aquesta secció, el del Terror. S'introdueixen dos motius més, el de l'Anhel al compàs 30, que s'exposa i es desenvolupa en seccions posteriors, i el motiu de la Fe al compàs 35, derivat del Terror, i que a causa de la seva semblança tractarem alhora. Ensems, Strauss incorpora una referència musical a un Credo gregorià.

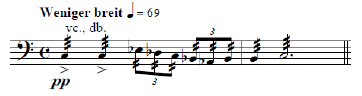
Tema presentat per violoncels i contrabaixos.

Violoncels i contrabaixos presenten el tema, un altre cop amb intensitat pianíssima, el temps roman igual, malgrat que ara s'indica Weniger breit (menys àmpliament), i la tonalitat general queda indefinida a l'espera d'una modulació a la bemoll major.
El terror que la filosofia existencialista ha despertat, relativitzant qualsevol conducta i rebutjant tots els sistemes de valors establerts, s'ha traduït en el qüestionament de tota ètica predefinida així com la llibertat moral que cada individu regularitza segons el seu parer. El terme terror o angoixa és atribuït al filòsof Soren Kierkegaard, qui feu servir la paraula Angest per descriure la llibertat que atemoreix i complau alhora l'ésser humà.
Els il·lusos que encara viuen en el món del passat, un món on dominava la religiositat i la creença en Déu, es troben en una conducta arcaica i obsoleta. És per això que Strauss cita amb ironia la melodia del Credo com a mostra del que ja és passat i no serveix per a qui ha d'esdevenir superhome.
“Sofriment seria ara per a mi i tortura per al convalescent creure en aquests espectres: sofriment seria ara per a mi, i humiliació. Així parlo jo als reremundans. Sofriment fou, i impotència – allò que creà tots els reremundans; i aquell breu deliri de felicitat que experimenta només el més sofrent de tots.”
La figura de Déu ha estat sempre motiu d’aquest terror o Angest per l'home, que l'ha mirat amb por però al mateix temps ha buscat en ell l'eterna salvació. Strauss se serveix d’aquesta contradicció.
Exposa el leitmotiv del Terror dos cops: el primer sobre la nota do, que ja hem vist, i l'altre sobre la nota fa, respectant els mateixos bemolls.
Tant el mi natural del tema principal com l'acord de fa menor desplegat pels fagots indiquen que ha exposat el leitmotiv en aquesta tonalitat, tot i que es tracti tan sols d'una tonalitat de transició.
Llavors al compàs 35, en la tonalitat de la bemoll major entra el solemne tema de la Fe. Varia el temps amb una pulsació de 72 corxeres per minut i no resulta estrany que la indicació que dona Strauss sigui Mässig langsam, mit Andacht (moderadament lent i amb devoció).
“Aquest Món perennement imperfecte, imatge imperfecta d'una eterna contradicció, una alegria embriagadora per al seu perfecte creador, és el que un dia em va semblar el Món.”
Es produeixen dues contradiccions importants. La primera és que el motiu del Terror es troba internament amagat i modificat dins el motiu de la Fe. Podem veure que les notes són les mateixes malgrat que el ritme canviï lleugerament. En el tema original el mi, el re i el tercer do són un treset de la mateixa manera que ho són el si, el la i el segon si. L'altra contradicció es produeix en la tonalitat: si bé el leitmotiv del Terror es desenvolupa en fa menor, la Fe s'executa precisament en la tonalitat relativa, per tant comparteixen alteracions però son oposades pel que fa al mode.
És a dir, Strauss associa el terror i la fe en el mateix pla igual que Nietzsche, qui veu en la gent que té fe el sofriment i el turment. Aquests dos conceptes convergeixen en una sola estructura musical i en el cor dels piadosos que confien la seva salvació en un ésser que atemoreix.

### 3. Von der großen Sehnsucht (Del gran anhel)
Seguidament, la tercera secció de l'obra, que comença al compàs 75, correspon amb Von der großen Sehnsucht (Del gran anhel), el catorzè capítol de la tercera part.
L'ambició d’assolir tots els objectius que cadascú es proposa és el motor principal de l'home, la voluntat de poder, tal com planteja Nietzsche. Quan el superhome l'exerceix, buscant la constant superació personal, la linealitat del temps suposa un impediment per a acomplir aquesta tasca. Els límits de la vida impliquen la caducitat en qualsevol projecte fent que res tingui sentit per se i, així doncs, el nihilisme s'apodera del cor dels homes.
Nietzsche proposa un canvi en la concepció del temps: suggereix una dimensió cíclica d’aquest, l'etern retorn, que consisteix en el fet que tot el que és passat, present i futur ha existit prèviament i existirà en el futur de manera infinita.
Paradoxalment, el nihilisme sembla un altre cop evident, perquè si tot es repeteix tot esforç és inútil.
“Oh, ànima meva! T'he ensenyat a dir "avui", com "abans" i "un dia", i a ballar teus danses sobretot el que era aquí i allà. […] Ànima meva! Et vaig donar nous noms i multicolors joguines, et vaig denominar "destí" i "circumferència de les circumferències", "cordó umbilical del temps" i "campana d'atzur".”
L'eternitat infinita que conté tot l'espai temporal és el món i això provoca en Zaratustra un anhel de vida. Aquest anhel rau en el desig del que no es té perquè un cop s'ha aconseguit i es posseeix no es desitja més. El sentit de la Terra és el superhome creador (“El superhome és el sentit de la Terra.”).
S'exposa doncs el leitmotiv de l’Anhel just en començar la secció. Fagots, violoncels i violins són els encarregats de la seva execució. La intensitat augmenta lleugerament fins a piano i el temps es redueix fins a les 60 negres per minut, amb la indicació Bewegter (moviment), i la tonalitat queda indefinida durant tota la secció a l'expectativa d'una modulació a do menor.
Amb el desenvolupament de l’acord de si menor desplegat fins a dos cops (fa sostingut - si - re - fa sostingut al primer compàs; re - fa sostingut - si - si al segon compàs) es figura l’anhel que es desitja però no s'aconsegueix mai; no hi ha un final purament establert. Altrament, la tonalitat de si, recordem que representa a Dionís, mostra la irracionalitat i la utopia constant d’imaginar-se quelcom que no es posseeix: l’anhel forma part de l’ànima i l’ànima deleja el sentit de la Terra, el superhome. Strauss, en aquest context, cita un fragment del Magnificat gregorià interpretat per l’orgue des del compàs 86 al 88 i des del 93 al 95. El temps torna a ser indicat com a moderadament lent i amb una pulsació de 72 corxeres per minut.
Strauss introdueix l’últim leitmotiv de la secció, l’Impuls de Vida, just després de la cita. Violoncels i contrabaixos tornen a ser els encarregats i les indicacions són les utilitzades per al Magnificat, exceptuant la intensitat que s'indica com a forta.
El temps ha adquirit per a Nietzsche un caràcter dinàmic i dansaire donant llicència al superhome per a realitzar la seva voluntat durant la perpetuïtat del temps. La seva creativitat es basa en l'estima al destí i a la vida, atès que el sentit de l'existència resideix en l’instant, en viure cada segon gaudint la vida com si es repetís perpètuament.

### 4. Von den Freunden und Leidenschaften (De les alegries i les passions)
Anteriorment hem fet referència a la dualitat entre d’Apol·lo i Dionís, però ja en el capítol cinquè de la primera part, Von den Freunden und Leidenschaften (De les alegries i les passions), Nietzsche parla d'una altra contraposició de forces. Correspon amb la quarta secció del poema simfònic al compàs 115.
La vulgarització que fa el cristianisme sobre la filosofia platònica tendeix a hostilitzar la postura dels homes envers les passions i els sentits. Aquest menyspreu i indiferència realitza un judici negatiu sobre la vida i atempta contra el rerefons que el filòsof alemany veu en la tragèdia àtica. Els mals han d'esdevenir virtuts perquè d’aquesta manera també ho faran les passions.
“Germà meu, ¿són mals la guerra i el combat? Però aquests mals són necessaris, i necessàries són l'enveja, la desconfiança i la calúmnia entre les teves virtuts.”
Strauss juga amb un sol leitmotiv, el de la Passió; és introduït per dos oboès, dues trompes i els violins. El temps augmenta amb una pulsació de 96 negres per minut i amb la indicació Bewegter (moviment). La intensitat és marcada com a forta i, a més, els instruments encarregats d'exposar el motiu tenen indicat sehr ausdrucksvoll (molt expressiu).

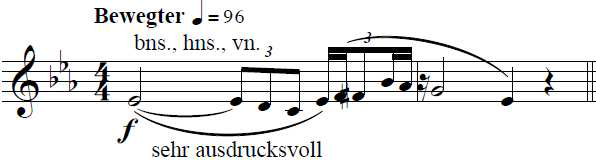
Leitmotiv de la Passió

Strauss troba la manera de confrontar l'enveja, desconfiança i calúmnia que produeix la tonalitat de do menor i la passió que desperta la modulació enèrgica i poderosa a mi bemoll major, la seva tonalitat relativa, en la cadència que es troba als compassos 136, 137 i 138.

### 5. Das Grablied (El cant de la tomba)
La cinquena secció de l’obra, Das Grablied (El cant de la tomba), equival a l’onzè capítol de la segona part del llibre i comença al compàs 164.
Das Grablied utilitza el mateix material que Von den Freuden und Leidenschaften però construït amb uns recursos musicals diferents i sobre la tonalitat de si menor. La secció, de curta durada, està basada en els leitmotiv de l’Anhel i la Passió.
Aquest capítol és una simple lamentació sobre els somnis desapareguts i les desil·lusions patides per l’autor al llarg de la seva vida. El mateix títol és un record de l’illa de San Michelle, l’històric cementiri de Venècia anomenat també l'illa dels morts, i que Nietzsche veia des de la finestra del seu habitatge quan residia a la ciutat dels canals. Com bé diu el primer aforisme:
“Allà hi ha l’illa dels sepulcres, la taciturna; allà hi ha també els sepulcres de la meva joventut. Hi vull dur, sempre verda, una corona de vida.”

### 6. Von der Wissenschaft (De la ciència)
A continuació, trobem la sisena secció de l’obra, la qual correspon amb el quinzè capítol de la quarta part del llibre, Von der Wissenschaft (De la ciència), i comença al compàs 201. Nietzsche s'oposa a la filosofia tradicional, començada amb Sòcrates, que deriva en la ciència positivista, racionalitzant tot concepte per trobar-li una lògica científica i una suposada objectivitat.
En primer lloc, el “coneixement científic” es refereix a la capacitat de descripció de qualsevol fenomen que succeeix, independent de les influències alienes. Quantitat nombrosa de filòsofs han aplicat aquest concepte a la filosofia, intentant trobar una sola veritat absoluta per a tot, rebutjant les idees que es desviessin de la veritat. La postura de Nietzsche recau en el relativisme, a vegades essent escèpticament radicalitzada, i defensant tots els punts de vista, que constitueixen la vertadera veritat.
Altrament, les eines emprades per a la cerca de la veritat científica són creades per l’ésser humà. Les pròpies matemàtiques no existeixen al món real: en el món no trobem la perfecció de les línies rectes ni les formes dels polígons regulars. Ni tan sols el sistema de quantificació numèrica és vàlid, perquè les unitats són dependents de l’objecte al que ens referim. Un llibre no equival a un bolígraf, atès que ambdues coses són diferents en altura, amplada i profunditat.
La ciència se centra en quantificar tota la veritat, abandonant la vessant qualitativa d’aquesta.
“Calla!, digué amb to modest, les bones cançons volen bons ressons; després d'una bona cançó no s'ha de dir res una bona estona.”
Aquesta és la contestació del vell encantador, qui desconfia de l'esperit maligne de Zaratustra, al conscienciós d'esperit i que Strauss utilitza per a construir aquesta secció tan especial. Es tracta d'una fuga com a símbol de la necessitat de l’home per construir sistemes, com el procediment científic.
La fuga és una tècnica de composició contrapuntística, en el qual dues o més veus, anomenades subjectes, es sobreposen durant tota la composició. El subjecte principal de la fuga d’Also Sprach Zarathustra està basat en el leitmotiv de la Natura i és particularment curiós perquè compren les dotze notes de l'escala cromàtica. És introduït per violoncels i contrabaixos, i la intensitat està marcada com a pianíssima. El temps és molt lent, sehr langsam (molt lentament), i la pulsació està definida a les 63 negres per minut.

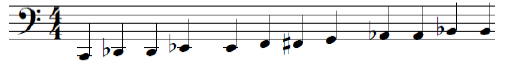
Escala cromàtica a partir del reordenament de les notes.

L'estructura rítmica dels dos primers compassos és la mateixa que la del leitmotiv anteriorment citat, però reduint els valors a la meitat. A més a més, el primer compàs comprèn les mateixes notes. Si ordenem les notes tindrem l'escala cromàtica.
Nietzsche és un dels primers filòsofs en destruir l'esquema de la metafísica iniciada en Sòcrates i Plató. Si fins aleshores, Déu era la raó de l'existència de la humanitat, amb la seva mort, l’univers deixa de tenir sentit. La no-existència d’un paràmetre causant de tot resulta angoixant per l’ésser humà, vist que no només el Déu teològic és irreal sinó el sentit que intenta donar la ciència també resulta en va. Per tot això, ens qüestionem si veritablement cal seguir vivint si el que era el fonament de la nostra existència és una mera invenció.

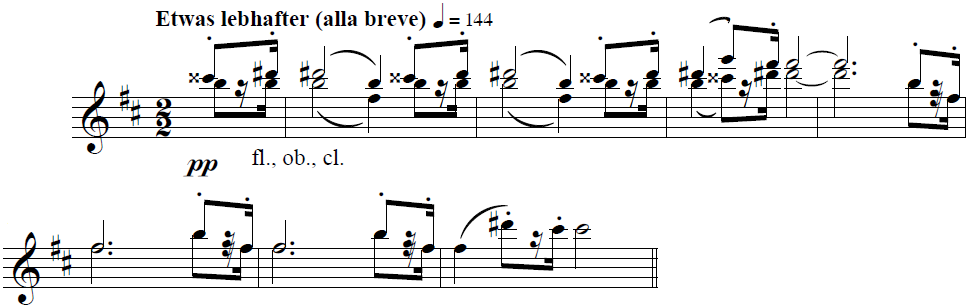
Canvi d'intensitat a "a alla breve" (compàs de 2/2); etwas lebhafter (més animat).

En aquest punt, la dansa adquireix una importància vital en la superació de l’angoixa del nihilisme, gràcies a la seva lleugeresa ens pot conduir a qualsevol lloc, al punt més alt que desitgem. És per això, que Strauss, en la mateixa secció de Von der Wissenchaft, exposa el leitmotiv de la Dansa, introduïda per les flautes travesseres, els oboès i els clarinets. La intensitat està marcada com a pianíssima, el compàs canvia a alla breve (compàs de 2/2) marcat amb etwas lebhafter (més animat) juntament amb poco accelerando (poc accelerat) i una pulsació de 144 negres per minut.

### 7. Der Genesende (El convalescent)
Der Genesende (El convalescent), la setena secció de l'obra, comença al compàs 287 i correspon amb el tretzè capítol de la tercera part del llibre. Aquest capítol resulta d'una gran importància no només per Also Sprach Zarathustra, si no també per tota la filosofia de l’alemany. Dividit en dos subcapítols, està centrat en l'explicació de l'etern retorn i el seu significat.
En la primera part del capítol, Zaratustra es troba dormint a la seva cova i es desperta turmentat perquè hi ha algú que segueix adormit i no es vol despertar.
Zaratustra, en presència dels seus dos animals, la serp i l’àliga, pronuncia doncs les següents paraules:
| «                                           | Amunt, pensament abismal, surt de la meva profunditat! Jo sóc el teu gall i el llostre de la teva alba, cuc somnolent: au!, au! La meva veu ja t'ha de despertar amb el seu quiquiriquic! […] Jo, Zaratustra, l'advocat de la vida, l'advocat del dolor, l'advocat del cercle–és a tu que et crido, a tu, el més abismal dels meus pensaments. | » |
| — Així parlà Zaratrustra, «El convalescent» | |   |

L’algú que no es vol despertar correspon al seu pensament més profund que necessita ser alliberat als homes. Es pot apreciar la contraposició amb el mite de la caverna de Plató, on els homes troben les seves respostes a fora la caverna i no a dins com és el cas de Zaratustra.
En la segona part del capítol, Zaratustra manté una conversa amb els seus animals i s'explica l'etern retorn més extensament.
| «                                           | Tot se'n va, tot torna: eternament roda la roda la roda de l'ésser. Tot mor, tot torna a florir, eternament corre l'any de l'ésser. Tot es trenca, tot s'ajunta de nou; eternament es basteix la mateixa casa de l'ésser. | » |
| — Així parlà Zaratrustra, «El convalescent» | |   |

Els seus propis animals representen la idea de cercle i retorn com podem llegir al començament del llibre, el vol de l’àguila és circular i la serp s'enrotlla al coll de Zaratustra.
El passatge fugat a l’inici de la secció denota també un simbolisme molt clar referent a l'etern retorn. El subjecte de la fuga, per definició, es repeteix i es podria repetir indefinidament durant l’inexorable pas del temps. L’altra característica de retorn perpetu és el cercle de quintes perquè partint d'una nota s'acaba tornant a la mateixa. Der Genesende no és una fuga completa i Strauss només fa repetir el subjecte a tres quintes.
La primera part de la secció musical acaba amb un tutti orquestral, amb una intensitat molt fortíssima tocant el leitmotiv de la Natura. La resta es basa en el leitmotiv de l’Anhel.

### 8. Das Tanzlied (La cançó del ball)
Das Tanzlied (La cançó del ball) és la vuitena secció de l’obra (comença al compas 409) i correspon amb el desè capítol de la segona part del llibre.
Nietzsche reflecteix l'esperit dionisíac amb molta claredat a través de la dansa, atès que és el ballarí qui expressa millor l’alegria i festeja millor la vida, segons l’autor. La dansa en si és el culte cap al propi cos i el filòsof es serveix d’aquesta premissa per enfocar el sentit de la vida en la pròpia Terra, en cadascú de nosaltres. La lleugeresa i vitalitat de la dansa alcen l’home per buscar el superhome.
En el capítol, Zaratustra i els seus deixebles troben unes noies joves dansant qui, espantades, s'aturen. Ell les convida a seguir ballant i canta una cançó. Aquesta cançó és la que entona el violí solista durant tota la secció.
Podem apreciar, un altre cop, la dicotomia entre Apol·lo i Dionís. Si bé la dansa correspon al festeig de la vida basat en l'esperit dionisíac, el motiu està en la tonalitat de do major i, a més, les primeres notes són un arpegi de l’acord de do –les tres primeres notes estan també ordenades com en el leitmotiv de la Natura–.
La intensitat està marcada com a piano i el temps consta d'una pulsació de 60 blanques amb punt per minut amb la indicació Etwas zurückhaltend (una mica restringit).
Per ressaltar la importància de la dansa, la secció està en compàs ternari i en forma de vals. És l’únic fragment en aquesta forma de tots els poemes simfònics del compositor alemany. Alhora, utilitza el leitmotiv de la dansa.

### 9. Nachtwandlerlied (La cançó de la nit)
La novena i última secció del poema simfònic comença al compàs 876 i es correspon amb el dinovè capítol de la quarta part del llibre, Nachtwandlerlied (De la cançó de la nit).
Aquest capítol està dividit en 12 subcapítols i ens parla sobre els "vells de cors consolats i valents" que, reunits a mitjanit amb Zaratustra a la seva cova, li donen les gràcies per haver transformat el seu cor i, finalment, entendre el sentit de la Terra i gaudir la vida al màxim. És, probablement, el súmmum de la dicotomia filosòfica entre Apol·lo i Dionís. Com ja sabem i hem anat veient al llarg de l'anàlisi, Nietzsche accepta les dues visions de la vida perquè no es contradiuen, sinó que es complementen entre si. No podem entendre una perspectiva sense també conèixer i viure la seva oposada:
“El dolor és també un plaer, la maledicció és també una benedicció, la nit és també un sol, –aneu-vos-en o apreneu: un savi és també un bufó.”

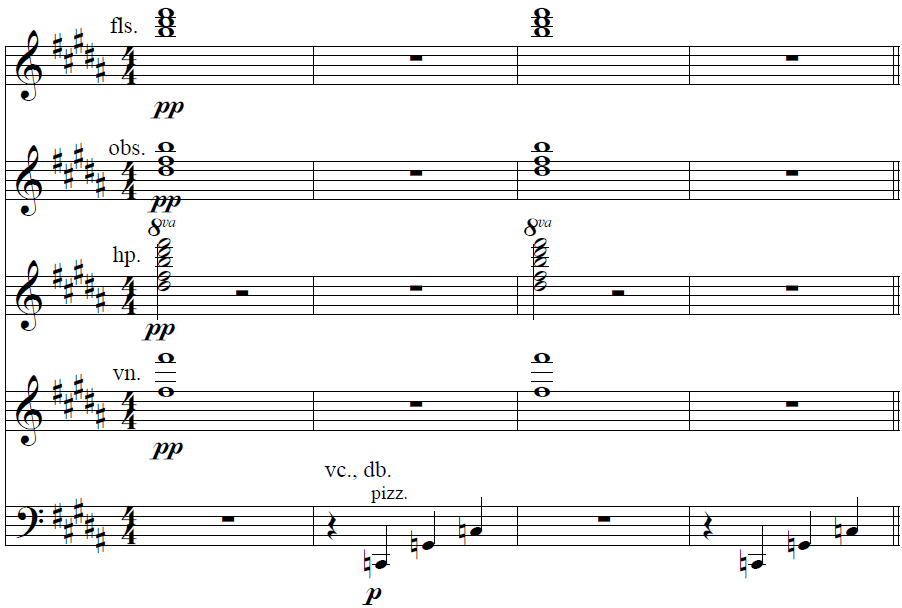
Final del poema simfònic (si major); acord de tònica tocat per la secció de vent fusta, a la primera arpa i als violins, mentre que els violoncels i els contrabaixos interpreten les tres primeres del leitmotiv de la Natura en do major -que és la tonalitat apol·línica-.

Es pot apreciar amb molta claredat com en el final de tot del poema simfònic, Strauss, en tonalitat de si major, és a dir, cinc sostinguts, fa tocar un acord de tònica a la secció de vent fusta, a la primera arpa i als violins –recordem que si major és la tonalitat dionisíaca– mentre que els violoncels i els contrabaixos interpreten les tres primeres del leitmotiv de la Natura en do major –que és la tonalitat apol·línia–. Musicalment no té cap mena de sentit, almenys en un context de música tonal, i l'única explicació possible és la donada.
Altrament, els dotze apartats del capítol són representats amb dotze tocs de campana als compassos 876, 880, 884, 888, 892, 896, 900, 904, 908, 916, 924 i 934. La campana en el text adquireix un caràcter simbòlic com a transmissora d’un secret, el toc que representa la transformació de l'home en superhome.